# 156-й истребительный авиационный полк
156-й истребительный авиационный Эльбингский ордена Суворова полк — воинская часть Вооружённых сил СССР в Великой Отечественной войне.

## История
Полк сформирован в марте 1940 года.
В составе действующей армии во время ВОВ c 22 июня 1941 по 13 сентября 1941, с 13 января 1942 по 17 февраля 1942, с 14 июля 1942 по 23 августа 1942, с 10 декабря 1942 по 11 июля 1943, с 21 июня 1944 по 8 сентября 1944 и с 12 ноября 1944 по 9 мая 1945 года.
На 1 июня 1941 года имеет в наличии 34 истребителя И-16 при 72 пилотах, из которых готовы к полётам были 13. На 22 июня 1941 года базируется на аэродроме Лезье, в полку насчитывалось 50 И-16 В течение июня — сентября 1941 года ведёт бои на подступах к Ленинграду, в частности за Кингисепп. Базируется в это время на аэродромах Лезье, Муравьёво, Красногвардейске. К 10 августа 1941 года в полку остался 21 самолёт.
13 сентября 1941 выведен на переформирование, вооружён самолётами ЛаГГ-3 в Саваслейке, вылетел на фронт и в течение месяца с 13 января 1942 года действует в интересах 2-й ударной армии, проводящей Любаньскую операцию. Очевидно понёс потери, был снова отправлен в Саваслейку и до июля 1942 года переформируется и получает ЛаГГ-3.
С 14 июля по 23 августа 1942 года, базируясь на аэродроме Жутово, действует на подступах к Сталинграду, в частности, у Котельниково, Калача, Ерицкого, Суровикино, Абганерово, Морозовской, Тундутово, затем выведен в резерв, где вновь переформируется, и к 10 декабря 1942 года на тех же ЛаГГ-3 прибыл на Северо-Западный фронт, действует над Демянском и Старой Руссой, в апреле 1943 года перебазирован в район Волхова, базируется у Малой Вишеры где прикрывает железную дорогу и мосты над Волховом. Так 27 мая, 1 июня, 5 июня 1943 года ведёт бой над Волховым. На 1 июля 1943 года в полку оставалось только 6 самолётов, не все исправные, и он сдав самолёты, отправился на переформирование.
C 11 июля 1943 года проходил переобучение на Ла-5 в Сейме (под Горьким). Получив самолёты Ла-5 и Ла-5ФН, в начале ноября 1943 года перелетел на аэродром Агибалово и вошёл в состав 215-й дивизии. На апрель 1944 года базируется на аэродроме Чугуев. Вновь введён в бой только к началу Белорусской операции, 20 июня 1944 года перелетел в Белоруссию, действует над Бобруйском, Минском, Брестом в июне-июле 1944 года.
После окончания Белорусской операции полк был передан в распоряжение 4-й воздушной армии, которая входила во 2-й Белорусский фронт, и действовал в ней до конца войны, приняв участие в 1945 году в Восточно-Прусской операции, Восточно-Померанской операции, Берлинской операции. Отличился в небе над Эльбингом, Данцигом, Гдыней. К тому времени в полк начали поступать истребители Ла-7
Закончил войну на аэродроме Клюцов в Германии.
После Великой Отечественной войны полк, меняя матчасть (МиГ-15/бис, МиГ-17/П, Су-9, Як-28П, Су-15/Т/ТМ, Су-17М3, МиГ-29), продолжал нести службу и был расформирован на аэродроме Мары-2. Неоднократно передавался из ВВС в ПВО и обратно; в 1981-90 гг., имея на вооружении Су-17 — 156-й АПИБ; в истории полка есть уникальный, наверное, случай — переданные в ПВО, но не успевшие перевооружится, несли боевые дежурства в качестве истребителей-перехватчиков на Су-17.

## Подчинение
| Дата            | Фронт (округ)            | Армия                | Корпус                                | Дивизия                                  | Примечания                                    |
| --------------- | ------------------------ | -------------------- | ------------------------------------- | ---------------------------------------- | --------------------------------------------- |
| 22.06.1941 года | Северный фронт           | -                    | -                                     | 39-я истребительная авиационная дивизия  | -                                             |
| 01.07.1941 года | Северный фронт           | -                    | -                                     | 39-я истребительная авиационная дивизия  | -                                             |
| 10.07.1941 года | Северный фронт           | -                    | -                                     | 39-я истребительная авиационная дивизия  | в оперативном подчинении 7-го авиакорпуса ПВО |
| 01.08.1941 года | Ленинградский фронт      | -                    | -                                     | 39-я истребительная авиационная дивизия  | в оперативном подчинении 7-го авиакорпуса ПВО |
| 01.09.1941 года | Ленинградский фронт      | -                    | -                                     | 39-я истребительная авиационная дивизия  | -                                             |
| 01.10.1941 года | -                        | -                    | -                                     | -                                        | на переформировании                           |
| 01.11.1941 года | -                        | -                    | -                                     | -                                        | на переформировании                           |
| 01.12.1941 года | -                        | -                    | -                                     | -                                        | на переформировании                           |
| 01.01.1942 года | Резерв Ставки ВГК        | -                    | -                                     | -                                        | -                                             |
| 01.02.1942 года | Волховский фронт         | 2-я ударная армия    | -                                     | -                                        | -                                             |
| 01.03.1942 года | Резерв Ставки ВГК        | -                    | -                                     | -                                        | -                                             |
| 01.04.1942 года | Московский военный округ | -                    | -                                     | -                                        | -                                             |
| 01.05.1942 года | Московский военный округ | -                    | -                                     | -                                        | -                                             |
| 01.06.1942 года | Московский военный округ | -                    | -                                     | -                                        | -                                             |
| 01.07.1942 года | Резерв Ставки ВГК        | -                    | -                                     | -                                        | -                                             |
| 01.08.1942 года | Сталинградский фронт     | 8-я воздушная армия  | -                                     | 235-я истребительная авиационная дивизия | -                                             |
| 01.09.1942 года | Резерв Ставки ВГК        | -                    | -                                     | -                                        | -                                             |
| 01.10.1942 года | -                        | -                    | -                                     | -                                        | на переформировании, точных данных нет        |
| 01.11.1942 года | Московский военный округ | -                    | -                                     | -                                        | -                                             |
| 01.12.1942 года | Московский военный округ | -                    | -                                     | -                                        | -                                             |
| 01.01.1943 года | Северо-Западный фронт    | 6-я воздушная армия  | -                                     | 240-я истребительная авиационная дивизия | -                                             |
| 01.02.1943 года | Северо-Западный фронт    | 6-я воздушная армия  | -                                     | 240-я истребительная авиационная дивизия | -                                             |
| 01.03.1943 года | Северо-Западный фронт    | 6-я воздушная армия  | -                                     | 240-я истребительная авиационная дивизия | -                                             |
| 01.04.1943 года | Северо-Западный фронт    | 6-я воздушная армия  | -                                     | 240-я истребительная авиационная дивизия | -                                             |
| 01.05.1943 года | Ленинградский фронт      | 13-я воздушная армия | -                                     | 240-я истребительная авиационная дивизия | -                                             |
| 01.06.1943 года | Ленинградский фронт      | 13-я воздушная армия | -                                     | 240-я истребительная авиационная дивизия | -                                             |
| 01.07.1943 года | Ленинградский фронт      | 13-я воздушная армия | -                                     | 240-я истребительная авиационная дивизия | -                                             |
| 01.08.1943 года | Московский военный округ | -                    | -                                     | -                                        | -                                             |
| 01.09.1943 года | Московский военный округ | -                    | -                                     | -                                        | -                                             |
| 01.10.1943 года | Московский военный округ | -                    | -                                     | -                                        | -                                             |
| 01.11.1943 года | Московский военный округ | -                    | -                                     | -                                        | -                                             |
| 01.12.1943 года | Резерв Ставки ВГК        | -                    | 8-й истребительный авиационный корпус | 215-я истребительная авиационная дивизия | -                                             |
| 01.01.1944 года | Резерв Ставки ВГК        | -                    | 8-й истребительный авиационный корпус | 215-я истребительная авиационная дивизия | -                                             |
| 01.02.1944 года | Резерв Ставки ВГК        | -                    | 8-й истребительный авиационный корпус | 215-я истребительная авиационная дивизия | -                                             |
| 01.03.1944 года | Резерв Ставки ВГК        | -                    | 8-й истребительный авиационный корпус | 215-я истребительная авиационная дивизия | -                                             |
| 01.04.1944 года | Резерв Ставки ВГК        | -                    | 8-й истребительный авиационный корпус | 215-я истребительная авиационная дивизия | -                                             |
| 01.05.1944 года | Резерв Ставки ВГК        | -                    | 8-й истребительный авиационный корпус | 215-я истребительная авиационная дивизия | -                                             |
| 01.06.1944 года | Резерв Ставки ВГК        | -                    | 8-й истребительный авиационный корпус | 215-я истребительная авиационная дивизия | -                                             |
| 01.07.1944 года | 1-й Белорусский фронт    | 16-я воздушная армия | 8-й истребительный авиационный корпус | 215-я истребительная авиационная дивизия | -                                             |
| 01.08.1944 года | 1-й Белорусский фронт    | 16-я воздушная армия | 8-й истребительный авиационный корпус | 215-я истребительная авиационная дивизия | -                                             |
| 01.09.1944 года | 2-й Белорусский фронт    | 4-я воздушная армия  | 8-й истребительный авиационный корпус | 215-я истребительная авиационная дивизия | -                                             |
| 01.10.1944 года | 2-й Белорусский фронт    | 4-я воздушная армия  | 8-й истребительный авиационный корпус | 215-я истребительная авиационная дивизия | -                                             |
| 01.11.1944 года | 2-й Белорусский фронт    | 4-я воздушная армия  | 8-й истребительный авиационный корпус | 215-я истребительная авиационная дивизия | -                                             |
| 01.12.1944 года | 2-й Белорусский фронт    | 4-я воздушная армия  | 8-й истребительный авиационный корпус | 215-я истребительная авиационная дивизия | -                                             |
| 01.01.1945 года | 2-й Белорусский фронт    | 4-я воздушная армия  | 8-й истребительный авиационный корпус | 215-я истребительная авиационная дивизия | -                                             |
| 01.02.1945 года | 2-й Белорусский фронт    | 4-я воздушная армия  | 8-й истребительный авиационный корпус | 215-я истребительная авиационная дивизия | -                                             |
| 01.03.1945 года | 2-й Белорусский фронт    | 4-я воздушная армия  | 8-й истребительный авиационный корпус | 215-я истребительная авиационная дивизия | -                                             |
| 01.04.1945 года | 2-й Белорусский фронт    | 4-я воздушная армия  | 8-й истребительный авиационный корпус | 215-я истребительная авиационная дивизия | -                                             |
| 01.05.1945 года | 2-й Белорусский фронт    | 4-я воздушная армия  | 8-й истребительный авиационный корпус | 215-я истребительная авиационная дивизия | -                                             |
| 10.06.1945 года | Северная группа войск    | 4-я воздушная армия  | 8-й истребительный авиационный корпус | 215-я истребительная авиационная дивизия | -                                             |
| 05.01.1946 года | Северная группа войск    | 4-я воздушная армия  | -                                     | 229-я истребительная авиационная дивизия | -                                             |
| 01.03.1947 года | Северная группа войск    | 4-я воздушная армия  | -                                     | 229-я истребительная авиационная дивизия | расформирован                                 |

## Командиры
- майор, подполковник, Егоров Алексей Степанович[1], 10.10.1940 — 30.09.1943
- майор, подполковник Долгушин, Сергей Фёдорович[1], 30.09.1943 — 05.08.1946

## Награды и наименования
| Награда                    | Дата       | За что получена |
| -------------------------- | ---------- | --- |
| «Эльбингский»              | 05.04.1945 | За отличие в боях за овладение городом Эльбинг приказом ВГК № 061 от 05.04.1945 г.                                                                                                 |
| Орден Суворова III степени | 17.05.1945 | За образцовое выполнение боевых заданий командования в боях с немецкими захватчиками при овладении городом и военно-морской базой Гдыня и проявленные при этом доблесть и мужество |

## Отличившиеся воины полка
| Награда | Ф. И. О.                    | Должность      | Звание            | Дата награждения | Данные о вылетах | Примечания                              |
| ------- | --------------------------- | -------------- | ----------------- | --- | ---------------- | --------------------------------------- |
| -       | Васюта, Григорий Васильевич | лётчик         | сержант           | - | -                | 13.08.1942 года совершил огненный таран |
|         | Зелёнкин, Михаил Михайлович | Командир звена | Старший лейтенант | к моменту представления 218 боевых вылетов, сбил лично 20 и в составе группы 3 самолёта противника, а также аэростат наблюдения. | 15.05.1946       | -                                       |